# Aire urbaine de Montréjeau
L'aire urbaine de Montréjeau est une aire urbaine française centrée sur la ville de Montréjeau sur les départements de la Haute-Garonne et des Hautes-Pyrénées.

## Données globales
En 2010, selon l'Insee, l'aire urbaine de Montréjeau est composée de cinq communes, situées dans l'arrondissement de Saint-Gaudens et l'Arrondissement de Bagnères-de-Bigorre, subdivision administrative des départements de la Haute-Garonne et des Hautes-Pyrénées.

## Délimitation de l'aire urbaine de 2010
En 2010, l'Insee a procédé à une révision des délimitations des aires urbaines  de la France; celle de Montréjeau est composée de cinq communes, (toutes appartenant au pôle urbain).

### Communes
Liste des communes appartenant à l'unité urbaine de Montréjeau selon la nouvelle délimitation de 2010 et sa population municipale en 2016 (liste établie par ordre alphabétique) :
| Nom              | Code Insee | Statut | Superficie (km2) | Population (dernière pop. légale) | Densité (hab./km2) |
| ---------------- | ---------- | ------ | ---------------- | --------------------------------- | ------------------ |
| Ausson           | 31031      |        | 4,39             | 592 (2022)                        | 135                |
| Gourdan-Polignan | 31224      |        | 5,26             | 1 177 (2022)                      | 224                |
| Huos             | 31238      |        | 4,09             | 492 (2022)                        | 120                |
| Mazères-de-Neste | 65307      |        | 3,36             | 346 (2022)                        | 103                |
| Montréjeau       | 31390      |        | 8,21             | 2 676 (2022)                      | 326                |

## Évolution démographique
L'évolution démographique ci-dessous concerne l'aire urbaine selon le périmètre défini en 2010.
| 1968  | 1975  | 1982  | 1990  | 1999  | 2008  | 2013  | 2018  | - |
| ----- | ----- | ----- | ----- | ----- | ----- | ----- | ----- | - |
| 6 499 | 6 338 | 5 786 | 5 364 | 5 053 | 5 406 | 5 533 | 5 373 | - |